# Élisabeth de Tyrol
Élisabeth de Goritz-Tyrol, de la maison de Goritz, née vers 1262 à Munich et morte le 28 octobre 1312 à Königsfelden, est reine des Romains de 1298 à 1308 et duchesse d'Autriche par son mariage avec le roi Albert Ier de Habsbourg.

## Biographie
Elle est la fille du comte Meinhard de Goritz († 1295) et de son épouse Élisabeth de Bavière (1227–1273), une fille du duc Othon II issu de la maison de Wittelsbach et veuve du roi Conrad IV de Hohenstaufen. Lors d'une division des possessions héréditaires des Goritz en 1271, Meinhard prit le pouvoir sur le comté de Tyrol. Il était un soutien fidèle de Rodolphe Ier de Habsbourg en conflit avec le roi Ottokar II de Bohême, et toujours loyal après l'élection de Rodolphe comme roi des Romains en 1273. 
Plus tard, en 1274, Élisabeth épouse Albert Ier, fils aîné de Rodolphe de Habsbourg et de sa première épouse Gertrude de Hohenberg. Les conjoints sont heureux dans leur mariage. En 1282 déjà, Albert reçoit les duchés d'Autriche et de Styrie des mains de son père, et Élisabeth a valu beaucoup de sympathie des familles nobles. Quatre ans plus tard, son père Meinhard de Goritz fut inféodé avec le duché de Carinthie et a reçu le titre de prince du Saint-Empire.
À la mort de Rodolphe en 1291, son fils Albert n'est pas élu roi ; les électeurs, notamment le roi Venceslas II de Bohême et les princes ecclésiastiques de Cologne et de Mayence, lui préfèrent le comte Adolphe de Nassau qui est élu le 5 mai 1292. Seulement après l'assassinat d'Adolphe en 1298, Albert Ier lui succède et Élisabeth, tout en soutenant efficacement les ambitions de son mari, a été couronnée comme reine de Germanie le 16 novembre à Aix-la-Chapelle. 
Néanmoins, Albert était à son tour assassiné le 1er mai 1308, de la main de son neveu Jean de Souabe. Élisabeth, profondément choquée, aurait essayé de revendiquer les prétentions de son fils Frédéric le Bel et a entamé des négociations avec le nouveau roi Henri VII de Luxembourg. Peu tard, elle a aidé à régler le différend qui opposait les Habsbourg à son frère Henri de Goritz, duc de Carinthie.
Élisabthe fit construire le couvent de Königsfelden à l'emplacement près de Brugg où son mari était assassiné. Elle se retire alors dans l'abbaye et y mourut en 1312. En 1770, ses dépouilles mortelles ont été transférées à l'abbaye Saint-Blaise puis à l'abbaye Saint-Paul du Lavanttal en Carinthie.

## Descendance
Onze enfants naissent du mariage entre Albert Ier de Habsbourg et Élisabeth de Tyrol :
- Anne (1280-1327), mariée en 1295 à Hermann Ier de Brandebourg (v. 1280-1308), puis en 1310 à  Henri VI de Silésie-Liegnitz (1294-1335) ;
- Agnès (1281-1364), mariée en 1296 à André III, roi de Hongrie (v. 1265-1301) ;
- Rodolphe III (vers 1282-1307), duc d'Autriche, roi de Bohême, marié en 1300 à Blanche de France (1282-1305), puis en 1306 à  Élizabeth Ryksa (1288-1335), reine de Pologne[2]  ;
- Élisabeth (v. 1285-1352), mariée en 1306 à Ferry IV (1282-1329), duc de Lorraine[2] ;
- Frédéric Ier (1286-1330), duc d'Autriche et de Styrie, marié en 1315 à Élisabeth d'Aragon (v. 1300-1330)[2] ;
- Léopold Ier (vers 1290-1326), duc d'Autriche et de Styrie, marié en 1315 à Catherine de Savoie (v. 1298-1336)[2] ;
- Catherine (1295-1323), mariée en 1316 à Charles d'Anjou (1298-1328), duc de Calabre et vice-roi de Naples ;
- Albert II (1298-1358), duc d'Autriche, duc de Carinthie et de Carniole, marié vers 1321 à Jeanne de Ferrette (v. 1300-1351), comtesse de Ferrette[2] : d'où la suite de la Maison de Habsbourg (notamment par leur dernier fils Léopold III) ;
- Henri (1299-1327), marié en 1314 à Élisabeth de Virnebourg (v. 1303-1343)[2] ;
- Othon (1301-1339), marié en 1325 à Élisabeth de Bavière (v. 1306-1330), puis à Anne de Bohême (1323-1338)[2], fille du roi Jean Ier ;
- Judith (vers 1302-1329), mariée en 1319 au comte Louis VII d'Oettingen.